# Хоменко Ілля Андрійович
Ілля Хоменко (14 жовтня 1995) — російський плавець.
Учасник Олімпійських Ігор 2016 року.
Призер Чемпіонату Європи з водних видів спорту 2018 року.
Чемпіон світу з плавання серед юніорів 2013 року.